# Marko Maletić
Marko Maletić (Belgrado, 25 oktober 1993) is een Bosnisch-Nederlands voetballer die bij voorkeur als aanvaller speelt. Hij is een broer van Stefan Maletić.

## Clubcarrière
Maletić speelde in de jeugd voor VVL, De Graafschap en FC Utrecht voor hij in 2012 door VfB Stuttgart vastgelegd werd. Daar debuteerde hij op 25 augustus 2012 in het tweede team, in de 3. Liga tegen SpVgg Unterhaching. In het seizoen 2013/14 speelde hij op huurbasis voor FC Oss, in de Eerste divisie.
Maletić verruilde VfB Stuttgart in juli 2014 voor Excelsior. Daarvoor speelde hij een maand later zijn eerste wedstrijd in de Eredivisie. Excelsior verhuurde hem op 28 augustus 2015 voor een jaar aan Telstar. In 2016 ging hij naar het Belgische Lommel United. In juni 2017 verhuisde hij na de degradatie van Lommel naar Roeselare. Door die club werd hij in de zomer van 2018 voor één seizoen verhuurd aan FC Dordrecht.
Na een halfjaar keerde Maletić echter alweer terug naar KSV Roeselare die hem meteen doorverhuurden aan Paris FC. Paris nam hem medio 2019 over. In februari 2020 ging hij naar het Zwitserse FC Stade Lausanne-Ouchy. Medio 2020 ging hij in Slovenië voor NK Aluminij spelen. Begin 2021 ging hij naar FK Zlatibor Čajetina. In maart 2022 vervolgde hij zijn loopbaan bij  TOP Oss. In het seizoen 2022/23 speelde Maletić voor FK Javor Ivanjica. Per januari 2023 ging hij in de Italiaanse Serie D voor ASD Nocerina 1910 spelen.

## Statistieken
| Seizoen        | Club                      | Competitie       | Competitie | Competitie | Beker | Beker | Overig | Overig | Totaal | Totaal |
| Seizoen        | Club                      | Competitie       | Wed.       | Dlp.       | Wed.  | Dlp.  | Wed.   | Dlp.   | Wed.   | Dlp.   |
| -------------- | ------------------------- | ---------------- | ---------- | ---------- | ----- | ----- | ------ | ------ | ------ | ------ |
| 2012/13        | VfB Stuttgart II          | 3. Liga          | 14         | 1          | 0     | 0     | —      | —      | 14     | 1      |
| 2013/14        | → TOP Oss                 | Eerste divisie   | 29         | 8          | 1     | 1     | —      | —      | 30     | 9      |
| 2014/15        | Excelsior                 | Eredivisie       | 6          | 0          | 0     | 0     | —      | —      | 6      | 0      |
| 2015/16        | → Telstar                 | Eerste divisie   | 27         | 9          | 2     | 0     | —      | —      | 29     | 9      |
| 2016/17        | Lommel United             | Eerste klasse B  | 26         | 4          | 1     | 0     | 1      | 0      | 28     | 4      |
| 2017/18        | KSV Roeselare             | Eerste klasse B  | 15         | 1          | 1     | 0     | 4      | 0      | 20     | 1      |
| 2018/19        | → FC Dordrecht            | Eerste divisie   | 10         | 2          | 1     | 0     | –      | –      | 11     | 2      |
| 2018/19        | → Paris FC                | Ligue 2          | 6          | 0          | 0     | 0     | 1      | 1      | 7      | 1      |
| 2019/20        | Paris FC                  | Ligue 2          | 4          | 0          | 3     | 0     | 0      | 0      | 7      | 0      |
| 2019/20        | FC Stade Lausanne - Ouchy | Challenge League | 12         | 2          | 0     | 0     | 0      | 0      | 12     | 2      |
| 2020/21        | NK Aluminij               | Prva Liga        | 14         | 0          | 1     | 0     | 0      | 0      | 15     | 0      |
| 2020/21        | FK Zlatibor Cajetina      | Super Liga       | 1          | 0          | 0     | 0     | 0      | 0      | 1      | 0      |
| Carrièretotaal | Carrièretotaal            | Carrièretotaal   | 164        | 27         | 10    | 1     | 6      | 1      | 180    | 29     |